# Cimarron (New Mexico)
36°30′34″N 104°54′56″V / 36.50944°N 104.91556°V
 For alternative betydninger, se Cimarron. (Se også artikler, som begynder med Cimarron)
Cimmaron er en landsby i Colfax County, New Mexico. Landsbyen har en befolkning på 1.021 indbyggere.

## Historie
Navnet "Cimarron" kommer fra Cimarron River. Cimarron har i lang tid haft en masse af turisme, især i sommeren, på grund af landsbyens spejderranch Philmont Scout Ranch.

## Geografi
Cimarron har et areal på 5.2 km². Landsbyen ligger på Cimarron River.

## Turistattraktioner
- St. James Hotel
- Cimarron Canyon State Park
- Philmont Scout Ranch
- Cimarron Historic District
- Villa Philmonte